# كوبي وبارتالي 2024
كوبي وبارتالي 2024 (بالإيطالية: Settimana Internazionale di Coppi e Bartali 2024)‏ هو سباق دراجات هوائية، وهو الموسم التاسع والثلاثين من كوبي وبارتالي، وأقيم خلال الفترة من 19 مارس 2024، وحتى 23 مارس 2024.
فاز بالمركز الأول Koen Bouwman ‏، وفاز بالمركز الثاني وفي ترتيب النقاط للشباب آرشي ريان ‏، وفاز بالمركز الثالث دييغو يليسي، وفاز في تصنيف الجبال Manuele Tarozzi ‏، وفاز في ترتيب الفرق 2024 Lotto–Dstny season ‏، وفاز في ترتيب النقاط Jenno Berckmoes ‏.

## الفرق
| فرق عالمية (4)- EF Education-EasyPost - Team Jayco AlUla - Team Visma \| Lease a Bike - UAE Team Emirates فرق برو (8)- بنجوال باوليز ساوكس دبليو بي ‏ - Lotto Dstny - Q36.5 Pro Cycling Team ‏ - Unibet Tietema Rockets ‏ - Team Solution Tech–Vini Fantini ‏ - إيولو كوميت ‏ - سويس ريسينغ أكادمي 2024 ‏ - VF Group-Bardiani CSF-Faizané فرق قارية (9)- Arkéa–B&B Hôtels Continentale ‏ - Petrolike ‏ - جنرال ستور بوتولي زارديني ‏ - أندروني جوكاتولي-سيدرمك ‏ - JCL Team Ukyo ‏ - MG.K vis Colors for Peace ‏ - كولباك ‏ - Team Technipes #inEmiliaRomagna ‏ - Sam–Vitalcare–Dynatek ‏ |  |
| |  |

## المراحل
| قائمة المراحل | قائمة المراحل | قائمة المراحل                 | قائمة المراحل | قائمة المراحل | قائمة المراحل | قائمة المراحل    | قائمة المراحل  |
| المرحلة       | التاريخ       | الدورة                        |               | المسافة (كم)  | الارتفاع      | الفائز بالمرحلة  | القائد العام   |
| ------------- | ------------- | ----------------------------- | ------------- | ------------- | ------------- | ---------------- | -------------- |
| المرحلة 1     | 19 مارس       | بيصرة – بيصرة                 |               | 109٫7         | 1٬552 م       | Marco Brenner ‏   | Marco Brenner ‏ |
| المرحلة 2     | 20 مارس       | ريتشوني – سوليانو أل روبيكوني |               | 156٫5         | 3٬083 م       | دييغو يليسي      | دييغو يليسي    |
| المرحلة 3     | 21 مارس       | ريتشوني – ريتشوني             |               | 134٫5         | 2٬730 م       | Koen Bouwman ‏    | Koen Bouwman ‏  |
| المرحلة 4     | 22 مارس       | بريزيغيلا – بريزيغيلا         |               | 150٫7         | 2٬215 م       | آرشي ريان ‏       | Koen Bouwman ‏  |
| المرحلة 5     | 23 مارس       | فورلي – فورلي                 |               | 157٫9         | 2٬950 م       | Jenno Berckmoes ‏ | Koen Bouwman ‏  |

## النتيجة

### مرحلة 1
هي مرحلة أقيمت في 19 مارس 2024، وامتدّت لمسافة 109.7 كيلومتر. فاز بالمركز الأول، وتصدر ترتيب النقاط وترتيب النقاط للشباب والترتيب العام في نهاية المرحلة Marco Brenner ‏، وتصدر ترتيب التسلق Manuele Tarozzi ‏، وتصدر ترتيب الفرق سويس ريسينغ أكادمي 2024 ‏.
| التصنيف العام         | التصنيف العام        | التصنيف العام                    | التصنيف العام | التصنيف العام |
| العداء                | العداء               | الفريق                           | الوقت         |               |
| --------------------- | -------------------- | -------------------------------- | ------------- | ------------- |
| 1                     | Marco Brenner ‏       | سويس ريسينغ أكادمي ‏              | 2 س 30 د 28 ث |               |
| 2                     | ماتيو مالوسيلي       | JCL Team Ukyo ‏                   | + 5 ث         |               |
| 3                     | Jenno Berckmoes ‏     | Lotto Dstny                      | + 7 ث         |               |
| 4                     | Koen Bouwman ‏        | Team Visma \| Lease a Bike       | + 11 ث        |               |
| 5                     | Hartthijs de Vries ‏  | Unibet Tietema Rockets ‏          | + 11 ث        |               |
| 6                     | Davide De Pretto ‏    | Team Jayco AlUla                 | + 11 ث        |               |
| 7                     | دييغو يليسي          | UAE Team Emirates                | + 11 ث        |               |
| 8                     | كريستيان سباراغلي    | Team Solution Tech–Vini Fantini ‏ | + 11 ث        |               |
| 9                     | Diego Pablo Sevilla ‏ | إيولو كوميت ‏                     | + 11 ث        |               |
| 10                    | جيانلوكا برامبيلا    | Q36.5 Pro Cycling Team ‏          | + 11 ث        |               |
|                       |                      |                                  |               |               |
| مصدر: ProCyclingStats |                      |                                  |               |               |

### مرحلة 2
هي مرحلة أقيمت في 20 مارس 2024، وامتدّت لمسافة 156.5 كيلومتر. فاز بالمركز الأول، وتصدر الترتيب العام في نهاية المرحلة وترتيب النقاط دييغو يليسي، وتصدر ترتيب التسلق Manuele Tarozzi ‏، وتصدر ترتيب الفرق 2024 Visma–Lease a Bike (men's team) season ‏، وتصدر ترتيب النقاط للشباب Davide De Pretto ‏.
| التصنيف العام         | التصنيف العام     | التصنيف العام                 | التصنيف العام | التصنيف العام |
| العداء                | العداء            | الفريق                        | الوقت         |               |
| --------------------- | ----------------- | ----------------------------- | ------------- | ------------- |
| 1                     | دييغو يليسي       | UAE Team Emirates             | 6 س 26 د 00 ث |               |
| 2                     | Davide De Pretto ‏ | Team Jayco AlUla              | + 7 ث         |               |
| 3                     | آرشي ريان ‏        | EF Education-EasyPost         | + 9 ث         |               |
| 4                     | Koen Bouwman ‏     | Team Visma \| Lease a Bike    | + 13 ث        |               |
| 5                     | جيانلوكا برامبيلا | Q36.5 Pro Cycling Team ‏       | + 13 ث        |               |
| 6                     | Sylvain Moniquet ‏ | Lotto Dstny                   | + 13 ث        |               |
| 7                     | Milan Vader ‏      | Team Visma \| Lease a Bike    | + 13 ث        |               |
| 8                     | Adam Ťoupalík ‏    | Unibet Tietema Rockets ‏       | + 17 ث        |               |
| 9                     | Jenno Berckmoes ‏  | Lotto Dstny                   | + 18 ث        |               |
| 10                    | دومينيكو بوزوفيفو | VF Group-Bardiani CSF-Faizané | + 18 ث        |               |
|                       |                   |                               |               |               |
| مصدر: ProCyclingStats |                   |                               |               |               |

### مرحلة 3
هي مرحلة أقيمت في 21 مارس 2024، وامتدّت لمسافة 134.5 كيلومتر. فاز بالمركز الأول، وتصدر الترتيب العام في نهاية المرحلة وترتيب النقاط Koen Bouwman ‏، وتصدر ترتيب التسلق Manuele Tarozzi ‏، وتصدر ترتيب النقاط للشباب Davide De Pretto ‏، وتصدر ترتيب الفرق 2024 Lotto–Dstny season ‏.
| التصنيف العام         | التصنيف العام     | التصنيف العام                 | التصنيف العام | التصنيف العام |
| العداء                | العداء            | الفريق                        | الوقت         |               |
| --------------------- | ----------------- | ----------------------------- | ------------- | ------------- |
| 1                     | Koen Bouwman ‏     | Team Visma \| Lease a Bike    | 9 س 42 د 39 ث |               |
| 2                     | دييغو يليسي       | UAE Team Emirates             | + 10 ث        |               |
| 3                     | Louka Matthys ‏    | بنجوال باوليز ساوكس دبليو بي ‏ | + 13 ث        |               |
| 4                     | Davide De Pretto ‏ | Team Jayco AlUla              | + 17 ث        |               |
| 5                     | آرشي ريان ‏        | EF Education-EasyPost         | + 19 ث        |               |
| 6                     | جيانلوكا برامبيلا | Q36.5 Pro Cycling Team ‏       | + 23 ث        |               |
| 7                     | Sylvain Moniquet ‏ | Lotto Dstny                   | + 23 ث        |               |
| 8                     | Jenno Berckmoes ‏  | Lotto Dstny                   | + 24 ث        |               |
| 9                     | Adam Ťoupalík ‏    | Unibet Tietema Rockets ‏       | + 27 ث        |               |
| 10                    | دومينيكو بوزوفيفو | VF Group-Bardiani CSF-Faizané | + 28 ث        |               |
|                       |                   |                               |               |               |
| مصدر: ProCyclingStats |                   |                               |               |               |

### مرحلة 4
هي مرحلة أقيمت في 22 مارس 2024، وامتدّت لمسافة 150.7 كيلومتر. فاز بالمركز الأول، وتصدر ترتيب النقاط للشباب آرشي ريان ‏، وتصدر ترتيب التسلق Manuele Tarozzi ‏، وتصدر الترتيب العام في نهاية المرحلة وترتيب النقاط Koen Bouwman ‏، وتصدر ترتيب الفرق 2024 Lotto–Dstny season ‏.
| التصنيف العام         | التصنيف العام     | التصنيف العام                 | التصنيف العام  | التصنيف العام |
| العداء                | العداء            | الفريق                        | الوقت          |               |
| --------------------- | ----------------- | ----------------------------- | -------------- | ------------- |
| 1                     | Koen Bouwman ‏     | Team Visma \| Lease a Bike    | 13 س 15 د 19 ث |               |
| 2                     | آرشي ريان ‏        | EF Education-EasyPost         | + 9 ث          |               |
| 3                     | دييغو يليسي       | UAE Team Emirates             | + 10 ث         |               |
| 4                     | Davide De Pretto ‏ | Team Jayco AlUla              | + 17 ث         |               |
| 5                     | Jenno Berckmoes ‏  | Lotto Dstny                   | + 18 ث         |               |
| 6                     | Sylvain Moniquet ‏ | Lotto Dstny                   | + 23 ث         |               |
| 7                     | Adam Ťoupalík ‏    | Unibet Tietema Rockets ‏       | + 23 ث         |               |
| 8                     | دومينيكو بوزوفيفو | VF Group-Bardiani CSF-Faizané | + 32 ث         |               |
| 9                     | توماس بسنتي ‏      | JCL Team Ukyo ‏                | + 32 ث         |               |
| 10                    | فلوريس دي تير     | بنجوال باوليز ساوكس دبليو بي ‏ | + 32 ث         |               |
|                       |                   |                               |                |               |
| مصدر: ProCyclingStats |                   |                               |                |               |

### مرحلة 5
هي مرحلة أقيمت في 23 مارس 2024، وامتدّت لمسافة 157.9 كيلومتر. فاز بالمركز الأول، وتصدر ترتيب النقاط Jenno Berckmoes ‏، وتصدر ترتيب التسلق Manuele Tarozzi ‏، وتصدر الترتيب العام في نهاية المرحلة Koen Bouwman ‏، وتصدر ترتيب الفرق 2024 Lotto–Dstny season ‏، وتصدر ترتيب النقاط للشباب آرشي ريان ‏.

## المشاركون
| EF Education-EasyPost EFE | EF Education-EasyPost EFE | EF Education-EasyPost EFE |
| ------------------------- | ------------------------- | ------------------------- |
| م                         | عداء                      | مرتبة                     |
| 1                         | ألكساندر سيبيدا           | 20                        |
| 2                         | Stefan de Bod ‏            | لم يبدأ-2                 |
| 3                         | Lukas Nerurkar ‏           | 30                        |
| 5                         | آرشي ريان ‏                | 2                         |
| 7                         | Jardi van der Lee ‏        | 83                        |

| Team Jayco AlUla JAY | Team Jayco AlUla JAY | Team Jayco AlUla JAY |
| -------------------- | -------------------- | -------------------- |
| م                    | عداء                 | مرتبة                |
| 11                   | لوكاس هاميلتون       | 19                   |
| 14                   | Davide De Pretto ‏    | 4                    |
| 15                   | Anders Foldager ‏     | 92                   |
| 16                   | مايكل هيبورن         | 97                   |
| 17                   | رودي بوتر ‏           | لم يكمل السباق-5     |

| Team Visma \| Lease a Bike TVL | Team Visma \| Lease a Bike TVL | Team Visma \| Lease a Bike TVL |
| ------------------------------ | ------------------------------ | ------------------------------ |
| م                              | عداء                           | مرتبة                          |
| 21                             | جوليان فيرموت                  | 78                             |
| 22                             | Koen Bouwman ‏                  | 1                              |
| 23                             | Tijmen Graat ‏                  | 21                             |
| 24                             | Menno Huising ‏                 | 61                             |
| 25                             | Johannes Staune-Mittet ‏        | 16                             |
| 26                             | Milan Vader ‏                   | 18                             |
| 27                             | Darren van Bekkum ‏             | 41                             |

| UAE Team Emirates UAD | UAE Team Emirates UAD              | UAE Team Emirates UAD |
| --------------------- | ---------------------------------- | --------------------- |
| م                     | عداء                               | مرتبة                 |
| 31                    | دييغو يليسي                        | 3                     |
| 32                    | Sjoerd Bax ‏                        | 62                    |
| 33                    | Gal Glivar ‏                        | 53                    |
| 34                    | Jonathan Guatibonza ‏               | 100                   |
| 35                    | Abdulla Jasim Al-Ali ‏              | 94                    |
| 36                    | فيجارد ستيك لاينجن                 | 46                    |
| 37                    | Pablo Torres (cyclist, born 2005) ‏ | لم يكمل السباق-5      |

| بنجوال باوليز ساوكس دبليو بي ‏ BWB | بنجوال باوليز ساوكس دبليو بي ‏ BWB | بنجوال باوليز ساوكس دبليو بي ‏ BWB |
| --------------------------------- | --------------------------------- | --------------------------------- |
| م                                 | عداء                              | مرتبة                             |
| 41                                | فلوريس دي تير                     | 14                                |
| 42                                | Louka Matthys ‏                    | 23                                |
| 43                                | Johan Meens ‏                      | 57                                |
| 44                                | Jens Reynders ‏                    | لم يكمل السباق-3                  |
| 45                                | Lennert Teugels ‏                  | 56                                |
| 46                                | ماركو تيزا                        | 91                                |
| 47                                | Giacomo Villa ‏                    | 72                                |

| Team Solution Tech–Vini Fantini ‏ COR | Team Solution Tech–Vini Fantini ‏ COR | Team Solution Tech–Vini Fantini ‏ COR |
| ------------------------------------ | ------------------------------------ | ------------------------------------ |
| م                                    | عداء                                 | مرتبة                                |
| 51                                   | كريستيان سباراغلي                    | 38                                   |
| 52                                   | Matteo Amella ‏                       | 68                                   |
| 53                                   | دافيد بالداكيني ‏                     | 93                                   |
| 54                                   | فاليريو كونتي                        | لم يكمل السباق-4                     |
| 55                                   | Alessandro Monaco ‏                   | 76                                   |
| 56                                   | Marco Murgano ‏                       | لم يبدأ-5                            |
| 57                                   | Andrii Ponomar ‏                      | لم يكمل السباق-5                     |

| Lotto Dstny LTD | Lotto Dstny LTD   | Lotto Dstny LTD |
| --------------- | ----------------- | --------------- |
| م               | عداء              | مرتبة           |
| 61              | Harm Vanhoucke ‏   | 34              |
| 62              | Jenno Berckmoes ‏  | 5               |
| 63              | Logan Currie ‏     | 42              |
| 64              | Milan Donie ‏      | 71              |
| 65              | Sylvain Moniquet ‏ | 6               |
| 66              | Alec Segaert ‏     | 86              |
| 67              | Jarno Widar ‏      | 22              |

| Q36.5 Pro Cycling Team ‏ Q36 | Q36.5 Pro Cycling Team ‏ Q36 | Q36.5 Pro Cycling Team ‏ Q36 |
| --------------------------- | --------------------------- | --------------------------- |
| م                           | عداء                        | مرتبة                       |
| 71                          | جيانلوكا برامبيلا           | 17                          |
| 72                          | ماتيو باديلاتي              | لم يبدأ-5                   |
| 73                          | Walter Calzoni ‏             | 50                          |
| 74                          | Alessandro Fancellu ‏        | 49                          |
| 75                          | كارل فريدريك هاغن           | 24                          |
| 76                          | Joey Rosskopf ‏              | لم يبدأ-3                   |
| 77                          | جيمس ويلان                  | 44                          |

| Unibet Tietema Rockets ‏ TDT | Unibet Tietema Rockets ‏ TDT  | Unibet Tietema Rockets ‏ TDT |
| --------------------------- | ---------------------------- | --------------------------- |
| م                           | عداء                         | مرتبة                       |
| 81                          | Adam Ťoupalík ‏               | 7                           |
| 82                          | Cedrik Bakke Christophersen ‏ | 43                          |
| 83                          | Hartthijs de Vries ‏          | 40                          |
| 84                          | Baptiste Huyet ‏              | 37                          |
| 85                          | Kevin Inkelaar ‏              | 85                          |
| 86                          | Adrien Maire ‏                | 48                          |
| 87                          | Charles Paige ‏               | 74                          |

| إيولو كوميت ‏ PTK | إيولو كوميت ‏ PTK     | إيولو كوميت ‏ PTK |
| ---------------- | -------------------- | ---------------- |
| م                | عداء                 | مرتبة            |
| 91               | Paul Double ‏         | 13               |
| 92               | Erik Fetter ‏         | 80               |
| 93               | أندريا غاروسيو       | لم يكمل السباق-4 |
| 94               | Germán Darío Gómez ‏  | 66               |
| 95               | Álex Martín ‏         | 60               |
| 96               | Javier Serrano ‏      | لم يكمل السباق-5 |
| 97               | Diego Pablo Sevilla ‏ | 28               |

| سويس ريسينغ أكادمي ‏ TUD | سويس ريسينغ أكادمي ‏ TUD | سويس ريسينغ أكادمي ‏ TUD |
| ----------------------- | ----------------------- | ----------------------- |
| م                       | عداء                    | مرتبة                   |
| 101                     | Simon Pellaud ‏          | 88                      |
| 102                     | Marco Brenner ‏          | 51                      |
| 103                     | Aloïs Charrin ‏          | 87                      |
| 104                     | سيباستيان رايشنباخ      | 33                      |
| 105                     | Mathys Rondel ‏          | 12                      |
| 106                     | Hannes Wilksch ‏         | لم يكمل السباق-4        |
| 107                     | Luc Wirtgen ‏            | 89                      |

| VF Group-Bardiani CSF-Faizanè VBF | VF Group-Bardiani CSF-Faizanè VBF | VF Group-Bardiani CSF-Faizanè VBF |
| --------------------------------- | --------------------------------- | --------------------------------- |
| م                                 | عداء                              | مرتبة                             |
| 111                               | دومينيكو بوزوفيفو                 | 8                                 |
| 112                               | Luca Covili ‏                      | 11                                |
| 113                               | Alessio Martinelli ‏               | 36                                |
| 114                               | Giulio Pellizzari ‏                | 15                                |
| 115                               | Alessandro Pinarello ‏             | 39                                |
| 116                               | Matteo Scalco ‏                    | 27                                |
| 117                               | Manuele Tarozzi ‏                  | 64                                |

| Arkéa–B&B Hôtels Continentale ‏ ___ | Arkéa–B&B Hôtels Continentale ‏ ___ | Arkéa–B&B Hôtels Continentale ‏ ___ |
| ---------------------------------- | ---------------------------------- | ---------------------------------- |
| م                                  | عداء                               | مرتبة                              |
| 121                                | Embret Svestad-Bårdseng ‏           | 32                                 |
| 122                                | Giosuè Epis ‏                       | 79                                 |
| 123                                | Hubert Grygowski‏                   | 108                                |
| 124                                | Nicolas Milesi ‏                    | لم يكمل السباق-1                   |
| 125                                | Louis Rouland ‏                     | 63                                 |
| 126                                | فلوريان سينيشال                    | لم يبدأ-5                          |
| 127                                | Rémi Lelandais ‏                    | لم يكمل السباق-3                   |

| جنرال ستور بوتولي زارديني ‏ GEF | جنرال ستور بوتولي زارديني ‏ GEF | جنرال ستور بوتولي زارديني ‏ GEF |
| ------------------------------ | ------------------------------ | ------------------------------ |
| م                              | عداء                           | مرتبة                          |
| 131                            | Michele Berasi‏                 | لم يكمل السباق-5               |
| 132                            | Tommaso Bergagna‏               | لم يكمل السباق-5               |
| 133                            | Giovanni Bortoluzzi‏            | 90                             |
| 134                            | Domenico Cirlincione‏           | 77                             |
| 135                            | Filippo D'Aiuto ‏               | 104                            |
| 136                            | Marco Palomba‏                  | لم يكمل السباق-5               |
| 137                            | Ettore Pozza‏                   | 107                            |

| JCL Team Ukyo ‏ JCL | JCL Team Ukyo ‏ JCL | JCL Team Ukyo ‏ JCL |
| ------------------ | ------------------ | ------------------ |
| م                  | عداء               | مرتبة              |
| 141                | جيوفاني كاربوني    | 9                  |
| 142                | Manabu Ishibashi ‏  | 109                |
| 144                | Yūma Koishi ‏       | 82                 |
| 145                | ماتيو مالوسيلي     | 69                 |
| 146                | Nariyuki Masuda ‏   | 55                 |
| 147                | توماس بسنتي ‏       | 10                 |

| MG.K vis Colors for Peace ‏ MGK | MG.K vis Colors for Peace ‏ MGK | MG.K vis Colors for Peace ‏ MGK |
| ------------------------------ | ------------------------------ | ------------------------------ |
| م                              | عداء                           | مرتبة                          |
| 151                            | Davide Bauce ‏                  | 105                            |
| 152                            | Francesco Carollo‏              | 106                            |
| 153                            | Simone Carrò‏                   | 65                             |
| 154                            | Ben Granger‏                    | 81                             |
| 155                            | Matthew Kingston‏               | 102                            |
| 156                            | Simone Roganti ‏                | 29                             |
| 157                            | Matteo Spreafico ‏              | لم يكمل السباق-4               |

| Petrolike ‏ PTL | Petrolike ‏ PTL       | Petrolike ‏ PTL   |
| -------------- | -------------------- | ---------------- |
| م              | عداء                 | مرتبة            |
| 161            | نيلسون سوتو ‏         | 99               |
| 162            | Edgar Cadena ‏ (طريق) | 45               |
| 163            | جوناثان كايسيدو      | 31               |
| 164            | دييغو كامارغو ‏       | 67               |
| 165            | José Ramon Muñiz ‏    | 75               |
| 167            | MEX                  | لم يكمل السباق-4 |

| GW–Shimano ‏ ___ | GW–Shimano ‏ ___             | GW–Shimano ‏ ___  |
| --------------- | --------------------------- | ---------------- |
| م               | عداء                        | مرتبة            |
| 171             | Adrián Bustamante ‏          | لم يكمل السباق-5 |
| 173             | أليخاندرو أوسوريو           | لم يكمل السباق-4 |
| 174             | Diego Pescador ‏             | 26               |
| 175             | Edgar Pinzón ‏               | لم يبدأ-4        |
| 176             | Brandon Rojas Vega ‏         | 58               |
| 177             | Jeferson Armando Ruiz Acuña‏ | لم يكمل السباق-5 |

| كولباك ‏ MBH | كولباك ‏ MBH         | كولباك ‏ MBH      |
| ----------- | ------------------- | ---------------- |
| م           | عداء                | مرتبة            |
| 181         | Matteo Ambrosini ‏   | لم يكمل السباق-3 |
| 182         | Diego Bracalente‏    | 52               |
| 183         | Florian Kajamini ‏   | 25               |
| 184         | Lorenzo Masciarelli‏ | لم يكمل السباق-4 |
| 185         | Sergio Meris ‏       | لم يكمل السباق-5 |
| 186         | Lorenzo Nespoli‏     | 59               |
| 187         | Pavel Novák ‏        | 47               |

| Team Technipes #inEmiliaRomagna ‏ TER | Team Technipes #inEmiliaRomagna ‏ TER | Team Technipes #inEmiliaRomagna ‏ TER |
| ------------------------------------ | ------------------------------------ | ------------------------------------ |
| م                                    | عداء                                 | مرتبة                                |
| 191                                  | Emanuele Ansaloni ‏                   | 70                                   |
| 192                                  | Luca Cavallo ‏                        | 54                                   |
| 193                                  | Ludovico Crescioli ‏                  | 35                                   |
| 194                                  | Nicolò Garibbo ‏                      | 95                                   |
| 195                                  | Andrea Innocenti‏                     | 96                                   |
| 196                                  | Filippo Omati‏                        | 98                                   |

| Sam–Vitalcare–Dynatek ‏ IWD | Sam–Vitalcare–Dynatek ‏ IWD | Sam–Vitalcare–Dynatek ‏ IWD |
| -------------------------- | -------------------------- | -------------------------- |
| م                          | عداء                       | مرتبة                      |
| 201                        | Pierelis Belletta‏          | 73                         |
| 202                        | Kevin Bonaldo‏              | 110                        |
| 203                        | Manuel Capra‏               | لم يبدأ-2                  |
| 204                        | Immanuel D'Aniello‏         | لم يكمل السباق-2           |
| 205                        | Lorenzo Ginestra‏           | لم يكمل السباق-4           |
| 207                        | Christian Danilo Pase‏      | لم يكمل السباق-4           |

| EF Education-EasyPost EFE | EF Education-EasyPost EFE | EF Education-EasyPost EFE |
| ------------------------- | ------------------------- | ------------------------- |
| م                         | عداء                      | مرتبة                     |
| 1                         | ألكساندر سيبيدا           | 20                        |
| 2                         | Stefan de Bod ‏            | لم يبدأ-2                 |
| 3                         | Lukas Nerurkar ‏           | 30                        |
| 5                         | آرشي ريان ‏                | 2                         |
| 7                         | Jardi van der Lee ‏        | 83                        |

| Team Jayco AlUla JAY | Team Jayco AlUla JAY | Team Jayco AlUla JAY |
| -------------------- | -------------------- | -------------------- |
| م                    | عداء                 | مرتبة                |
| 11                   | لوكاس هاميلتون       | 19                   |
| 14                   | Davide De Pretto ‏    | 4                    |
| 15                   | Anders Foldager ‏     | 92                   |
| 16                   | مايكل هيبورن         | 97                   |
| 17                   | رودي بوتر ‏           | لم يكمل السباق-5     |

| Team Visma \| Lease a Bike TVL | Team Visma \| Lease a Bike TVL | Team Visma \| Lease a Bike TVL |
| ------------------------------ | ------------------------------ | ------------------------------ |
| م                              | عداء                           | مرتبة                          |
| 21                             | جوليان فيرموت                  | 78                             |
| 22                             | Koen Bouwman ‏                  | 1                              |
| 23                             | Tijmen Graat ‏                  | 21                             |
| 24                             | Menno Huising ‏                 | 61                             |
| 25                             | Johannes Staune-Mittet ‏        | 16                             |
| 26                             | Milan Vader ‏                   | 18                             |
| 27                             | Darren van Bekkum ‏             | 41                             |

| UAE Team Emirates UAD | UAE Team Emirates UAD              | UAE Team Emirates UAD |
| --------------------- | ---------------------------------- | --------------------- |
| م                     | عداء                               | مرتبة                 |
| 31                    | دييغو يليسي                        | 3                     |
| 32                    | Sjoerd Bax ‏                        | 62                    |
| 33                    | Gal Glivar ‏                        | 53                    |
| 34                    | Jonathan Guatibonza ‏               | 100                   |
| 35                    | Abdulla Jasim Al-Ali ‏              | 94                    |
| 36                    | فيجارد ستيك لاينجن                 | 46                    |
| 37                    | Pablo Torres (cyclist, born 2005) ‏ | لم يكمل السباق-5      |

| بنجوال باوليز ساوكس دبليو بي ‏ BWB | بنجوال باوليز ساوكس دبليو بي ‏ BWB | بنجوال باوليز ساوكس دبليو بي ‏ BWB |
| --------------------------------- | --------------------------------- | --------------------------------- |
| م                                 | عداء                              | مرتبة                             |
| 41                                | فلوريس دي تير                     | 14                                |
| 42                                | Louka Matthys ‏                    | 23                                |
| 43                                | Johan Meens ‏                      | 57                                |
| 44                                | Jens Reynders ‏                    | لم يكمل السباق-3                  |
| 45                                | Lennert Teugels ‏                  | 56                                |
| 46                                | ماركو تيزا                        | 91                                |
| 47                                | Giacomo Villa ‏                    | 72                                |

| Team Solution Tech–Vini Fantini ‏ COR | Team Solution Tech–Vini Fantini ‏ COR | Team Solution Tech–Vini Fantini ‏ COR |
| ------------------------------------ | ------------------------------------ | ------------------------------------ |
| م                                    | عداء                                 | مرتبة                                |
| 51                                   | كريستيان سباراغلي                    | 38                                   |
| 52                                   | Matteo Amella ‏                       | 68                                   |
| 53                                   | دافيد بالداكيني ‏                     | 93                                   |
| 54                                   | فاليريو كونتي                        | لم يكمل السباق-4                     |
| 55                                   | Alessandro Monaco ‏                   | 76                                   |
| 56                                   | Marco Murgano ‏                       | لم يبدأ-5                            |
| 57                                   | Andrii Ponomar ‏                      | لم يكمل السباق-5                     |

| Lotto Dstny LTD | Lotto Dstny LTD   | Lotto Dstny LTD |
| --------------- | ----------------- | --------------- |
| م               | عداء              | مرتبة           |
| 61              | Harm Vanhoucke ‏   | 34              |
| 62              | Jenno Berckmoes ‏  | 5               |
| 63              | Logan Currie ‏     | 42              |
| 64              | Milan Donie ‏      | 71              |
| 65              | Sylvain Moniquet ‏ | 6               |
| 66              | Alec Segaert ‏     | 86              |
| 67              | Jarno Widar ‏      | 22              |

| Q36.5 Pro Cycling Team ‏ Q36 | Q36.5 Pro Cycling Team ‏ Q36 | Q36.5 Pro Cycling Team ‏ Q36 |
| --------------------------- | --------------------------- | --------------------------- |
| م                           | عداء                        | مرتبة                       |
| 71                          | جيانلوكا برامبيلا           | 17                          |
| 72                          | ماتيو باديلاتي              | لم يبدأ-5                   |
| 73                          | Walter Calzoni ‏             | 50                          |
| 74                          | Alessandro Fancellu ‏        | 49                          |
| 75                          | كارل فريدريك هاغن           | 24                          |
| 76                          | Joey Rosskopf ‏              | لم يبدأ-3                   |
| 77                          | جيمس ويلان                  | 44                          |

| Unibet Tietema Rockets ‏ TDT | Unibet Tietema Rockets ‏ TDT  | Unibet Tietema Rockets ‏ TDT |
| --------------------------- | ---------------------------- | --------------------------- |
| م                           | عداء                         | مرتبة                       |
| 81                          | Adam Ťoupalík ‏               | 7                           |
| 82                          | Cedrik Bakke Christophersen ‏ | 43                          |
| 83                          | Hartthijs de Vries ‏          | 40                          |
| 84                          | Baptiste Huyet ‏              | 37                          |
| 85                          | Kevin Inkelaar ‏              | 85                          |
| 86                          | Adrien Maire ‏                | 48                          |
| 87                          | Charles Paige ‏               | 74                          |

| إيولو كوميت ‏ PTK | إيولو كوميت ‏ PTK     | إيولو كوميت ‏ PTK |
| ---------------- | -------------------- | ---------------- |
| م                | عداء                 | مرتبة            |
| 91               | Paul Double ‏         | 13               |
| 92               | Erik Fetter ‏         | 80               |
| 93               | أندريا غاروسيو       | لم يكمل السباق-4 |
| 94               | Germán Darío Gómez ‏  | 66               |
| 95               | Álex Martín ‏         | 60               |
| 96               | Javier Serrano ‏      | لم يكمل السباق-5 |
| 97               | Diego Pablo Sevilla ‏ | 28               |

| سويس ريسينغ أكادمي ‏ TUD | سويس ريسينغ أكادمي ‏ TUD | سويس ريسينغ أكادمي ‏ TUD |
| ----------------------- | ----------------------- | ----------------------- |
| م                       | عداء                    | مرتبة                   |
| 101                     | Simon Pellaud ‏          | 88                      |
| 102                     | Marco Brenner ‏          | 51                      |
| 103                     | Aloïs Charrin ‏          | 87                      |
| 104                     | سيباستيان رايشنباخ      | 33                      |
| 105                     | Mathys Rondel ‏          | 12                      |
| 106                     | Hannes Wilksch ‏         | لم يكمل السباق-4        |
| 107                     | Luc Wirtgen ‏            | 89                      |

| VF Group-Bardiani CSF-Faizanè VBF | VF Group-Bardiani CSF-Faizanè VBF | VF Group-Bardiani CSF-Faizanè VBF |
| --------------------------------- | --------------------------------- | --------------------------------- |
| م                                 | عداء                              | مرتبة                             |
| 111                               | دومينيكو بوزوفيفو                 | 8                                 |
| 112                               | Luca Covili ‏                      | 11                                |
| 113                               | Alessio Martinelli ‏               | 36                                |
| 114                               | Giulio Pellizzari ‏                | 15                                |
| 115                               | Alessandro Pinarello ‏             | 39                                |
| 116                               | Matteo Scalco ‏                    | 27                                |
| 117                               | Manuele Tarozzi ‏                  | 64                                |

| Arkéa–B&B Hôtels Continentale ‏ ___ | Arkéa–B&B Hôtels Continentale ‏ ___ | Arkéa–B&B Hôtels Continentale ‏ ___ |
| ---------------------------------- | ---------------------------------- | ---------------------------------- |
| م                                  | عداء                               | مرتبة                              |
| 121                                | Embret Svestad-Bårdseng ‏           | 32                                 |
| 122                                | Giosuè Epis ‏                       | 79                                 |
| 123                                | Hubert Grygowski‏                   | 108                                |
| 124                                | Nicolas Milesi ‏                    | لم يكمل السباق-1                   |
| 125                                | Louis Rouland ‏                     | 63                                 |
| 126                                | فلوريان سينيشال                    | لم يبدأ-5                          |
| 127                                | Rémi Lelandais ‏                    | لم يكمل السباق-3                   |

| جنرال ستور بوتولي زارديني ‏ GEF | جنرال ستور بوتولي زارديني ‏ GEF | جنرال ستور بوتولي زارديني ‏ GEF |
| ------------------------------ | ------------------------------ | ------------------------------ |
| م                              | عداء                           | مرتبة                          |
| 131                            | Michele Berasi‏                 | لم يكمل السباق-5               |
| 132                            | Tommaso Bergagna‏               | لم يكمل السباق-5               |
| 133                            | Giovanni Bortoluzzi‏            | 90                             |
| 134                            | Domenico Cirlincione‏           | 77                             |
| 135                            | Filippo D'Aiuto ‏               | 104                            |
| 136                            | Marco Palomba‏                  | لم يكمل السباق-5               |
| 137                            | Ettore Pozza‏                   | 107                            |

| JCL Team Ukyo ‏ JCL | JCL Team Ukyo ‏ JCL | JCL Team Ukyo ‏ JCL |
| ------------------ | ------------------ | ------------------ |
| م                  | عداء               | مرتبة              |
| 141                | جيوفاني كاربوني    | 9                  |
| 142                | Manabu Ishibashi ‏  | 109                |
| 144                | Yūma Koishi ‏       | 82                 |
| 145                | ماتيو مالوسيلي     | 69                 |
| 146                | Nariyuki Masuda ‏   | 55                 |
| 147                | توماس بسنتي ‏       | 10                 |

| MG.K vis Colors for Peace ‏ MGK | MG.K vis Colors for Peace ‏ MGK | MG.K vis Colors for Peace ‏ MGK |
| ------------------------------ | ------------------------------ | ------------------------------ |
| م                              | عداء                           | مرتبة                          |
| 151                            | Davide Bauce ‏                  | 105                            |
| 152                            | Francesco Carollo‏              | 106                            |
| 153                            | Simone Carrò‏                   | 65                             |
| 154                            | Ben Granger‏                    | 81                             |
| 155                            | Matthew Kingston‏               | 102                            |
| 156                            | Simone Roganti ‏                | 29                             |
| 157                            | Matteo Spreafico ‏              | لم يكمل السباق-4               |

| Petrolike ‏ PTL | Petrolike ‏ PTL       | Petrolike ‏ PTL   |
| -------------- | -------------------- | ---------------- |
| م              | عداء                 | مرتبة            |
| 161            | نيلسون سوتو ‏         | 99               |
| 162            | Edgar Cadena ‏ (طريق) | 45               |
| 163            | جوناثان كايسيدو      | 31               |
| 164            | دييغو كامارغو ‏       | 67               |
| 165            | José Ramon Muñiz ‏    | 75               |
| 167            | MEX                  | لم يكمل السباق-4 |

| GW–Shimano ‏ ___ | GW–Shimano ‏ ___             | GW–Shimano ‏ ___  |
| --------------- | --------------------------- | ---------------- |
| م               | عداء                        | مرتبة            |
| 171             | Adrián Bustamante ‏          | لم يكمل السباق-5 |
| 173             | أليخاندرو أوسوريو           | لم يكمل السباق-4 |
| 174             | Diego Pescador ‏             | 26               |
| 175             | Edgar Pinzón ‏               | لم يبدأ-4        |
| 176             | Brandon Rojas Vega ‏         | 58               |
| 177             | Jeferson Armando Ruiz Acuña‏ | لم يكمل السباق-5 |

| كولباك ‏ MBH | كولباك ‏ MBH         | كولباك ‏ MBH      |
| ----------- | ------------------- | ---------------- |
| م           | عداء                | مرتبة            |
| 181         | Matteo Ambrosini ‏   | لم يكمل السباق-3 |
| 182         | Diego Bracalente‏    | 52               |
| 183         | Florian Kajamini ‏   | 25               |
| 184         | Lorenzo Masciarelli‏ | لم يكمل السباق-4 |
| 185         | Sergio Meris ‏       | لم يكمل السباق-5 |
| 186         | Lorenzo Nespoli‏     | 59               |
| 187         | Pavel Novák ‏        | 47               |

| Team Technipes #inEmiliaRomagna ‏ TER | Team Technipes #inEmiliaRomagna ‏ TER | Team Technipes #inEmiliaRomagna ‏ TER |
| ------------------------------------ | ------------------------------------ | ------------------------------------ |
| م                                    | عداء                                 | مرتبة                                |
| 191                                  | Emanuele Ansaloni ‏                   | 70                                   |
| 192                                  | Luca Cavallo ‏                        | 54                                   |
| 193                                  | Ludovico Crescioli ‏                  | 35                                   |
| 194                                  | Nicolò Garibbo ‏                      | 95                                   |
| 195                                  | Andrea Innocenti‏                     | 96                                   |
| 196                                  | Filippo Omati‏                        | 98                                   |

| Sam–Vitalcare–Dynatek ‏ IWD | Sam–Vitalcare–Dynatek ‏ IWD | Sam–Vitalcare–Dynatek ‏ IWD |
| -------------------------- | -------------------------- | -------------------------- |
| م                          | عداء                       | مرتبة                      |
| 201                        | Pierelis Belletta‏          | 73                         |
| 202                        | Kevin Bonaldo‏              | 110                        |
| 203                        | Manuel Capra‏               | لم يبدأ-2                  |
| 204                        | Immanuel D'Aniello‏         | لم يكمل السباق-2           |
| 205                        | Lorenzo Ginestra‏           | لم يكمل السباق-4           |
| 207                        | Christian Danilo Pase‏      | لم يكمل السباق-4           |

## التصنيف العام النهائي
| التصنيف العام         | التصنيف العام     | التصنيف العام                 | التصنيف العام  | التصنيف العام |
| العداء                | العداء            | الفريق                        | الوقت          |               |
| --------------------- | ----------------- | ----------------------------- | -------------- | ------------- |
| 1                     | Koen Bouwman ‏     | Team Visma \| Lease a Bike    | 17 س 35 د 44 ث |               |
| 2                     | آرشي ريان ‏        | EF Education-EasyPost         | + 9 ث          |               |
| 3                     | دييغو يليسي       | UAE Team Emirates             | + 10 ث         |               |
| 4                     | Davide De Pretto ‏ | Team Jayco AlUla              | + 17 ث         |               |
| 5                     | Jenno Berckmoes ‏  | Lotto Dstny                   | + 18 ث         |               |
| 6                     | Sylvain Moniquet ‏ | Lotto Dstny                   | + 23 ث         |               |
| 7                     | Adam Ťoupalík ‏    | Unibet Tietema Rockets ‏       | + 23 ث         |               |
| 8                     | دومينيكو بوزوفيفو | VF Group-Bardiani CSF-Faizané | + 32 ث         |               |
| 9                     | جيوفاني كاربوني   | JCL Team Ukyo ‏                | + 34 ث         |               |
| 10                    | توماس بسنتي ‏      | JCL Team Ukyo ‏                | + 36 ث         |               |
|                       |                   |                               |                |               |
| مصدر: ProCyclingStats |                   |                               |                |               |

### تصنيف النقاط
| تصنيف النقاط          | تصنيف النقاط      | تصنيف النقاط               | تصنيف النقاط | تصنيف النقاط |
| العداء                | العداء            | الفريق                     | النقاط       |              |
| --------------------- | ----------------- | -------------------------- | ------------ | ------------ |
| 1                     | Jenno Berckmoes ‏  | Lotto Dstny                | 30 نقطة      |              |
| 2                     | Davide De Pretto ‏ | Team Jayco AlUla           | 24 نقطة      |              |
| 3                     | Koen Bouwman ‏     | Team Visma \| Lease a Bike | 20 نقطة      |              |
| 4                     | آرشي ريان ‏        | EF Education-EasyPost      | 16 نقطة      |              |
| 5                     | دييغو يليسي       | UAE Team Emirates          | 15 نقطة      |              |
| 6                     | Lukas Nerurkar ‏   | EF Education-EasyPost      | 13 نقطة      |              |
| 7                     | Marco Brenner ‏    | سويس ريسينغ أكادمي ‏        | 12 نقطة      |              |
| 8                     | جيوفاني كاربوني   | JCL Team Ukyo ‏             | 10 نقطة      |              |
| 9                     | جيانلوكا برامبيلا | Q36.5 Pro Cycling Team ‏    | 10 نقطة      |              |
| 10                    | Adam Ťoupalík ‏    | Unibet Tietema Rockets ‏    | 9 نقطة       |              |
|                       |                   |                            |              |              |
| مصدر: ProCyclingStats |                   |                            |              |              |

### تصنيف الجبال
| تصنيف الجبال          | تصنيف الجبال         | تصنيف الجبال                     | تصنيف الجبال | تصنيف الجبال |
| العداء                | العداء               | الفريق                           | النقاط       |              |
| --------------------- | -------------------- | -------------------------------- | ------------ | ------------ |
| 1                     | Manuele Tarozzi ‏     | VF Group-Bardiani CSF-Faizané    | 51 نقطة      |              |
| 2                     | سيباستيان رايشنباخ   | سويس ريسينغ أكادمي ‏              | 28 نقطة      |              |
| 3                     | Alessandro Fancellu ‏ | Q36.5 Pro Cycling Team ‏          | 16 نقطة      |              |
| 4                     | Lennert Teugels ‏     | بنجوال باوليز ساوكس دبليو بي ‏    | 16 نقطة      |              |
| 5                     | Nariyuki Masuda ‏     | JCL Team Ukyo ‏                   | 15 نقطة      |              |
| 6                     | Matteo Scalco ‏       | VF Group-Bardiani CSF-Faizané    | 10 نقطة      |              |
| 7                     | Milan Donie ‏         | Lotto–Dstny Development Team ‏    | 10 نقطة      |              |
| 8                     | Francesco Carollo‏    | MG.K vis Colors for Peace ‏       | 9 نقطة       |              |
| 9                     | Diego Pescador ‏      | GW–Shimano ‏                      | 8 نقطة       |              |
| 10                    | Emanuele Ansaloni ‏   | Team Technipes #inEmiliaRomagna ‏ | 8 نقطة       |              |
|                       |                      |                                  |              |              |
| مصدر: ProCyclingStats |                      |                                  |              |              |

## تصنيف الفرق

### الفرق حسب الوقت
| تصنيف الفرق حسب الوقت | تصنيف الفرق حسب الوقت         | تصنيف الفرق حسب الوقت | تصنيف الفرق حسب الوقت |
| الفريق                | الفريق                        | الوقت                 |                       |
| --------------------- | ----------------------------- | --------------------- | --------------------- |
| 1                     | Lotto Dstny                   | 52 س 48 د 46 ث        |                       |
| 2                     | VF Group-Bardiani CSF-Faizané | + 10 ث                |                       |
| 3                     | Team Visma \| Lease a Bike    | + 43 ث                |                       |
| 4                     | EF Education-EasyPost         | + 6 د 37 ث            |                       |
| 5                     | سويس ريسينغ أكادمي ‏           | + 10 د 45 ث           |                       |
| 6                     | Team Jayco AlUla              | + 11 د 01 ث           |                       |
| 7                     | Q36.5 Pro Cycling Team ‏       | + 12 د 29 ث           |                       |
| 8                     | Unibet Tietema Rockets ‏       | + 14 د 33 ث           |                       |
| 9                     | JCL Team Ukyo ‏                | + 14 د 44 ث           |                       |
| 10                    | UAE Team Emirates             | + 20 د 09 ث           |                       |
|                       |                               |                       |                       |
| مصدر: ProCyclingStats |                               |                       |                       |

## تصانيف فرعية

### تصنيف أفضل شاب
| تصنيف أفضل شاب        | تصنيف أفضل شاب          | تصنيف أفضل شاب                | تصنيف أفضل شاب | تصنيف أفضل شاب |
| العداء                | العداء                  | الفريق                        | الوقت          |                |
| --------------------- | ----------------------- | ----------------------------- | -------------- | -------------- |
| 1                     | آرشي ريان ‏              | EF Education-EasyPost         | 17 س 35 د 53 ث |                |
| 2                     | Davide De Pretto ‏       | Team Jayco AlUla              | + 8 ث          |                |
| 3                     | Jenno Berckmoes ‏        | Lotto Dstny                   | + 9 ث          |                |
| 4                     | Mathys Rondel ‏          | سويس ريسينغ أكادمي ‏           | + 27 ث         |                |
| 5                     | Giulio Pellizzari ‏      | VF Group-Bardiani CSF-Faizané | + 27 ث         |                |
| 6                     | Johannes Staune-Mittet ‏ | Team Visma \| Lease a Bike    | + 27 ث         |                |
| 7                     | Tijmen Graat ‏           | Team Visma \| Lease a Bike    | + 1 د 59 ث     |                |
| 8                     | Jarno Widar ‏            | Lotto Dstny                   | + 2 د 19 ث     |                |
| 9                     | Florian Kajamini ‏       | كولباك ‏                       | + 2 د 36 ث     |                |
| 10                    | Diego Pescador ‏         | GW–Shimano ‏                   | + 2 د 36 ث     |                |
|                       |                         |                               |                |                |
| مصدر: ProCyclingStats |                         |                               |                |                |

## وصلات خارجية
- الموقع الرسمي
- لمحة عن سباق كوبي وبارتالي 2024 على موقع  ProCyclingStats   (برو  سايكلنج  ستاتس) - إحصاءات  محترفي  الدراجات.
- كوبي وبارتالي 2024 على موقع إحصائيات الدراجات الإحترافية (الإنجليزية)